# Circle on Cavill
Circle on Cavill es un proyecto comercial de $551 millones con dos torres residenciales ultra-modernas construidas por el Sunland Group y posicionadas espectacularmente en una manzana clave justo en el centro de Surfers Paradise CBD, lindando con el complejo de apartamentos y centro comercial Towers of Chevron Renaissance. Circle on Cavill está rodeado por el principal Surfers Paradise Boulevard en el extremo occidental de Cavill Mall y el final de Cavill Avenue, entre la Gold Coast Highway y Ferny Avenue, en Surfers Paradise, Gold Coast, Queensland, Australia.
El punto más alto de la torre norte está a una altura aproximada de 220 m y refleja una tendencia reciente de construir en altura en el skyline de Surfers, también reflejada en la construcción de Q1 y Soul.

## Características
El recinto comercial de Circle on Cavill al nivel del suelo incluye cuatro principales áreas de comercios y una plaza al aire libre diseñada para pícinics, reuniones públicas, y eventos artísticos, de entretenimiento y deportivos en una gran pantalla LED con cafes, restaurantes y bares al aire libre, junto con tiendas boutique — innovadoras marcas de moda australianas, tiendas especializadas y un recinto de comida fresca con una amplia gama de servicios esenciales como IGA e instalaciones ATM. Muchas tiendas de marca son las primeras de Gold Coast.
Circle on Cavill es la mezcla contemporánea de apartamentos de vacaciones con una gama de opciones de alojamiento modernas y elegantes e instalaciones modernas. Circle on Cavill abarca 1,4 hectáreas y comprende dos torres: Torre Sur (50 plantas, 279 unidades) y Torre Norte (70 plantas, 365 unidades), totalizando 644 apartamentos.

## Historia
En torno a 1920, el hotelero brisbaniano James (Jim) Cavill adquirió 25 acres (10 hectáreas) de terreno en una zona conocida como Elston – el lugar conocido ahora como Surfers Paradise. El nombre de James Cavill siempre ha estado conectado con Surfers Paradise.[cita requerida] Remontándose a 1923, Cavill pagó £ 40 por una manzana de terreno. En 1925 construtó el Surfers Paradise Hotel y es el homónimo de Cavill Mall y Cavill Avenue. Entonces se construyó el puente sobre el Río Nerang, mejorando el acceso al hotel que, en dicho momento, tenía un pequeño zoo y una cervecería al aire libre. Durante la Segunda Guerra Mundial, el hotel fue usado por soldados convalecientes, algunos de los cuales regresaron posteriormente con sus esposas y familias.